# Shenyang
Shenyang (en chino, 沈阳; pinyin, Shěnyáng) o Mukden (en manchú: ) es la capital provincial y la ciudad más poblada de la provincia de Liaoning, en la República Popular de China, así como la ciudad más grande de la región de Manchuria por población urbana. Según el censo de 2010, el área urbana de la ciudad contaba 6,3 millones de habitantes, mientras que la población total del municipio de Shenyang, que tiene el estatuto administrativo de una ciudad subprovincial, es de 8.1 millones. Se ubica en las riberas del río Hun —un afluente del río Liao— e incluye los diez distritos metropolitanos de Shenyang propiamente, la ciudad condado de Xinmin, y dos condados de Kangping y Faku.
Junto con sus ciudades cercanas, Shenyang es un centro industrial importante en China, y sirve como centro de transporte y comercio de Manchuria, particularmente con Japón, Rusia y Corea del Sur. Centro de la industria pesada en China desde los años 1930, y punta de lanza del plan de revitalización del área del noreste por parte del gobierno central chino, la ciudad ha estado diversificando su industria.

## Administración
La subprovincia de Shenyang se divide en 9 distritos, 1 ciudad municipal y 3 condados.
- Distrito Shenhe 沈河区
- Distrito Heping 和平区
- Distrito Dadong 大东区
- Distrito Huanggu 皇姑区
- Distrito Tiexi 铁西区
- Distrito Sujiatun 苏家屯区
- Distrito Hunnan 浑南区
- Nuevo Distrito Shenbei 沈北新区
- Distrito Yuhong 于洪区
- Ciudad Xinmin 新民市
- Condado Liaozhong 辽中县
- Condado Kangping 康平县
- Condado Faku 法库县

## Toponimia
El nombre Shenyang significa literalmente río Shen, y este significa Sol, nombre antiguo del río Hun (渾河), tributario del río Liao que fluye por la ciudad y por Fushun.

## Historia
Registros arqueológicos indican que esta región ha estado habitada durante los últimos 7200 años.
La ciudad se estableció en el periodo de los Reinos Combatientes alrededor del 300 a. C. por el general Qin Kai (秦开) del estado Yan (燕国) y fue nombrada Hou (候城). En la dinastía Jin se le conoció como Prefectura Shen (沉州) y en la dinastía Yuan como ruta Shenyang (沈阳路), luego en la dinastía Ming como defensa central Shenyang (沈阳中卫).
En 1625, el líder manchú Nurhaci trasladó la capital a Shenyang. La renombró Mukden en 1634. Shenyang fue la capital de los manchúes hasta que se trasladó a Pekín en 1644, cuando se fundó la nueva dinastía Qing.
A partir de 1657, Shenyang recibió el nombre de Fengtianfu. En 1914 volvió a su nombre original.
En 1905 se produjo en la ciudad una importante victoria japonesa durante la guerra ruso-japonesa.
El incidente de Mukden (18 de septiembre de 1931), que impulsó a los japoneses a crear el estado de Manchukuo, tuvo lugar en Mukden.
Durante el periodo de Manchukuo, la ciudad volvió a ser renombrada como Fengtian.
En la actualidad, es uno de los principales centros industriales de China, así como un importante centro de distribución en la zona noreste del país. Posee el mayor aeropuerto de la zona.

## Economía
Shenyang es un importante centro industrial no solo en la región sino también en toda China. La economía de la ciudad se ha centrado en la industria pesada, particularmente la industria aeroespacial, máquinas, herramientas, defensa, automotriz, electrónica y recientemente en el software. La industria pesada se inició en la década de 1920 y se desarrolló mucho antes de la Segunda Guerra Mundial.
En su apogeo en la década de 1970, Shenyang fue uno de los tres principales centros industriales en China, junto a Shanghái y Tianjin. Después de la década de 1980, la industria pesada disminuyó gradualmente y la ciudad se estancó. Sin embargo, la economía de la ciudad se ha recuperado significativamente en los últimos años, gracias al gobierno central.
Estadísticamente, el PIB total de la ciudad de Shenyang es 383,66 millones de yuanes en el año 2009 (clasificada primera entre las 58 ciudades y condados en la provincia de Liaoning). El PIB per cápita de la ciudad de Shenyang es 78.490 yuanes en 2009 (puesto tercero entre las 58 ciudades y condados en la provincia de Liaoning).
Zonas de desarrollo

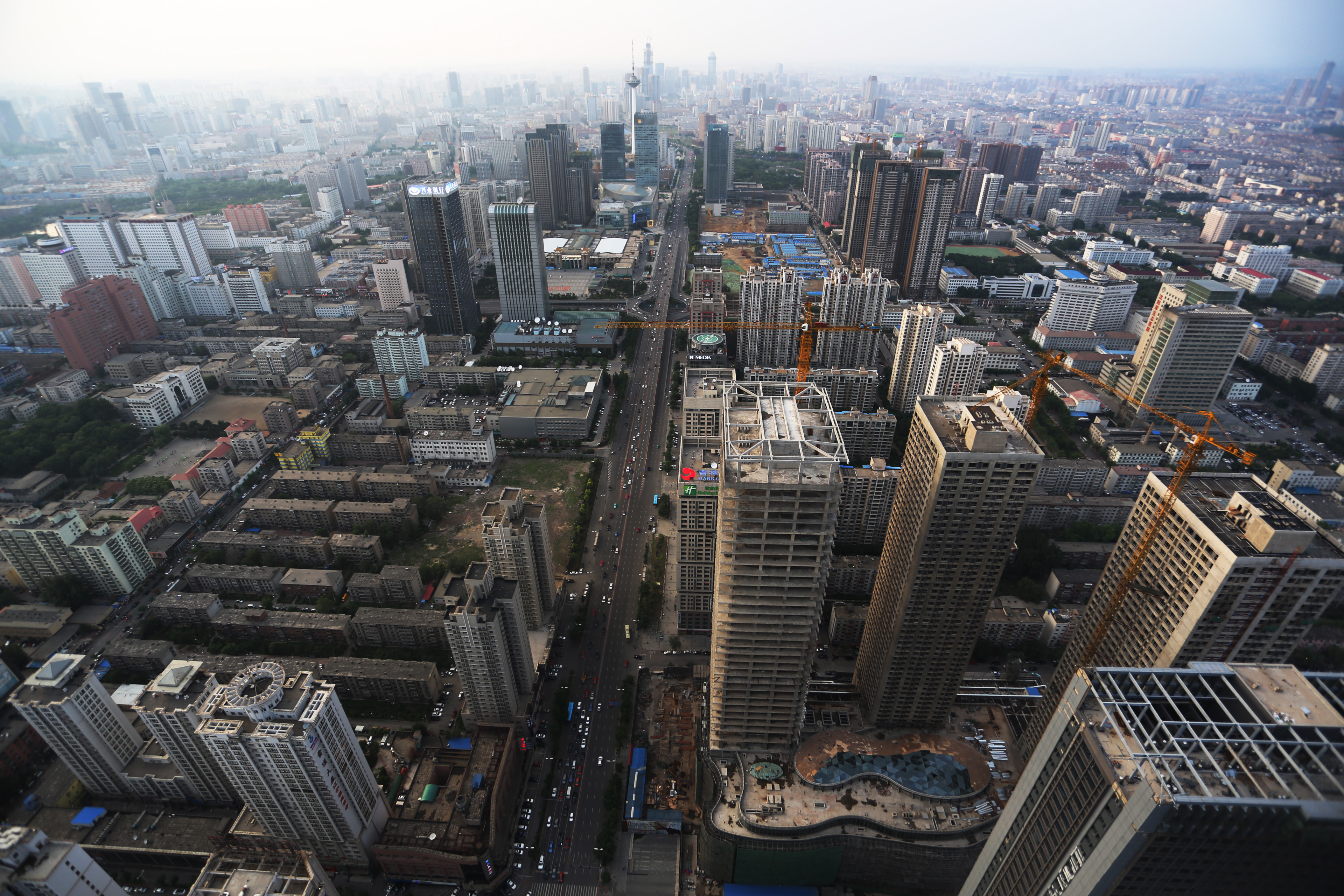
Edificios en la avenida de los Jóvenes (calle Qingnian, 青年大街) en el distrito de Shenhe.

Para abrirle paso a las inversiones extranjeras, la ciudad cuenta con ciertas áreas especiales llamadas zonas de desarrollo económico y tecnológico.
- Shenyang Finance and Trade
- Shenyang Economic & Technological
- Shenyang High-Tech Industrial

## Transporte
- Metro de Shenyang
- Estación de ferrocarril de Shenyang
- Estación de ferrocarril de Shenyang Norte

## Geografía
La ciudad de Shenyang se localiza al norte de la provincia de Liaoning que a su vez se localiza al noreste de la República Popular China. El área central yace en una llanura aluvial del río Liao, mientras que el este forma parte de las montañas Changbai (长白山地) que forma una barrera natural con Corea del Norte y el punto más alto de estas es el monte Paektu. El terreno de la ciudad es desigual, el punto más alto es de 400 metros y el más bajo de solo 7 m, siendo el nivel promedio de 29 m. Al norte de la ciudad corre el río Hun que es el más grande tributario del río Liao.

### Clima
El clima de la ciudad es monzónico influenciado por el clima continental húmedo que se caracteriza por los veranos calientes y húmedos e inviernos secos pero muy fríos por el anticiclón de Siberia. El mes más frío es enero con -11 °C y el más caliente es julio con 25 °C, con una media de 9 °C que deja 183 días libre de nieve. La ciudad tiene un clima con temperaturas extremas que pueden superar los 35 °C en verano y descender hasta los -25 °C en los meses de invierno. Más de la mitad de la lluvia se precipita de julio a agosto.
| Parámetros climáticos promedio de Shenyang (1971−2000) | Parámetros climáticos promedio de Shenyang (1971−2000) | Parámetros climáticos promedio de Shenyang (1971−2000) | Parámetros climáticos promedio de Shenyang (1971−2000) | Parámetros climáticos promedio de Shenyang (1971−2000) | Parámetros climáticos promedio de Shenyang (1971−2000) | Parámetros climáticos promedio de Shenyang (1971−2000) | Parámetros climáticos promedio de Shenyang (1971−2000) | Parámetros climáticos promedio de Shenyang (1971−2000) | Parámetros climáticos promedio de Shenyang (1971−2000) | Parámetros climáticos promedio de Shenyang (1971−2000) | Parámetros climáticos promedio de Shenyang (1971−2000) | Parámetros climáticos promedio de Shenyang (1971−2000) | Parámetros climáticos promedio de Shenyang (1971−2000) |
| Mes                                                    | Ene.                                                   | Feb.                                                   | Mar.                                                   | Abr.                                                   | May.                                                   | Jun.                                                   | Jul.                                                   | Ago.                                                   | Sep.                                                   | Oct.                                                   | Nov.                                                   | Dic.                                                   | Anual                                                  |
| ------------------------------------------------------ | ------------------------------------------------------ | ------------------------------------------------------ | ------------------------------------------------------ | ------------------------------------------------------ | ------------------------------------------------------ | ------------------------------------------------------ | ------------------------------------------------------ | ------------------------------------------------------ | ------------------------------------------------------ | ------------------------------------------------------ | ------------------------------------------------------ | ------------------------------------------------------ | ------------------------------------------------------ |
| Temp. máx. media (°C)                                  | −1.9                                                   | 2.4                                                    | 9.5                                                    | 17.9                                                   | 26.3                                                   | 32.8                                                   | 34.3                                                   | 31.8                                                   | 26.7                                                   | 18.9                                                   | 9.5                                                    | 0.6                                                    | 17.4                                                   |
| Temp. mín. media (°C)                                  | −15.1                                                  | −10.5                                                  | −2.0                                                   | 5.2                                                    | 14.8                                                   | 23.3                                                   | 24.9                                                   | 22.1                                                   | 14.8                                                   | 6.9                                                    | −3.3                                                   | −13.0                                                  | 5.7                                                    |
| Precipitación total (mm)                               | 2.5                                                    | 0.7                                                    | 7.5                                                    | 21.3                                                   | 44.4                                                   | 92.0                                                   | 165.5                                                  | 161.8                                                  | 47.7                                                   | 26.7                                                   | 10.6                                                   | 1.9                                                    | 582.6                                                  |
| Días de precipitaciones (≥ 0.1 mm)                     | 3.5                                                    | 4.0                                                    | 5.1                                                    | 7.7                                                    | 9.2                                                    | 11.9                                                   | 13.5                                                   | 10.9                                                   | 7.6                                                    | 6.7                                                    | 5.4                                                    | 3.8                                                    | 89.3                                                   |
| Horas de sol                                           | 162.5                                                  | 179.3                                                  | 221.8                                                  | 236.3                                                  | 256.0                                                  | 238.6                                                  | 206.8                                                  | 218.8                                                  | 228.4                                                  | 212.3                                                  | 161.0                                                  | 146.2                                                  | 2468.0                                                 |
| Humedad relativa (%)                                   | 60                                                     | 55                                                     | 53                                                     | 52                                                     | 55                                                     | 67                                                     | 78                                                     | 78                                                     | 71                                                     | 65                                                     | 63                                                     | 61                                                     | 63.2                                                   |
| Fuente: China Meteorological Administration            |                                                        |                                                        |                                                        |                                                        |                                                        |                                                        |                                                        |                                                        |                                                        |                                                        |                                                        |                                                        |                                                        |

## Lugares de interés
- Palacio Imperial: construido en el siglo XVII por el líder manchú Nurhaci y terminado por su sucesor, Abahai. La parte principal está construida en madera y recuerda a una tienda de los nómadas. Era la zona destinada a despachar los asuntos políticos.
- Tumba del norte (Bei Ling): construida para el fundador de la dinastía Qing, el emperador Huang Taiji. Alberga también los restos de la que fue su emperatriz, Xiaoduanwen. Ocupa un área de 450 m². El acceso a la tumba se realiza por el camino de los espíritus, rodeado de diversas estatuas de animales.
- Tumba del oeste: la construyó el líder Abahai para que reposaran los restos de su abuelo, Nurhai, fundador de la ciudad.

## Ciudades hermanas
Shenyang está hermandada con las siguientes localidades:
| - Sapporo, Japón 1980 - Kawasaki, Japón 1981 - Turín, Italia 1985 - Chicago, Estados Unidos 1985 - Düsseldorf, Alemania 1985 - Irkutsk, Rusia 1992 - Ciudad Quezón, Filipinas 1993 - Ramat Gan, Israel 1993 | - Gongju, Corea del Sur 1996 - Chuncheon, Corea del Sur 1998 - Seongnam, Corea del Sur 1998 - Yaundé, Camerún 1998 - Ciudad Ho Chi Minh, Vietnam 1999 - Gumi, Corea del Sur 1999 - Salónica, Grecia 2000 | - Ostrava, República Checa 2006 - Katowice, Polonia 2007 - Ufá, Rusia 2011 - Novosibirsk, Rusia 2013 - Incheon, Corea del Sur 2014 - La Plata, Argentina 2014 - Belfast, Reino Unido 2016 |